# Široký Brod
Široký Brod (niem. Breitenfurt, Breitenfurth) – wieś, część gminy Mikulovice, położona w kraju ołomunieckim, w powiecie Jesionik, w Czechach.
Široký Brod leży po obu stronach rzeki Bělá.

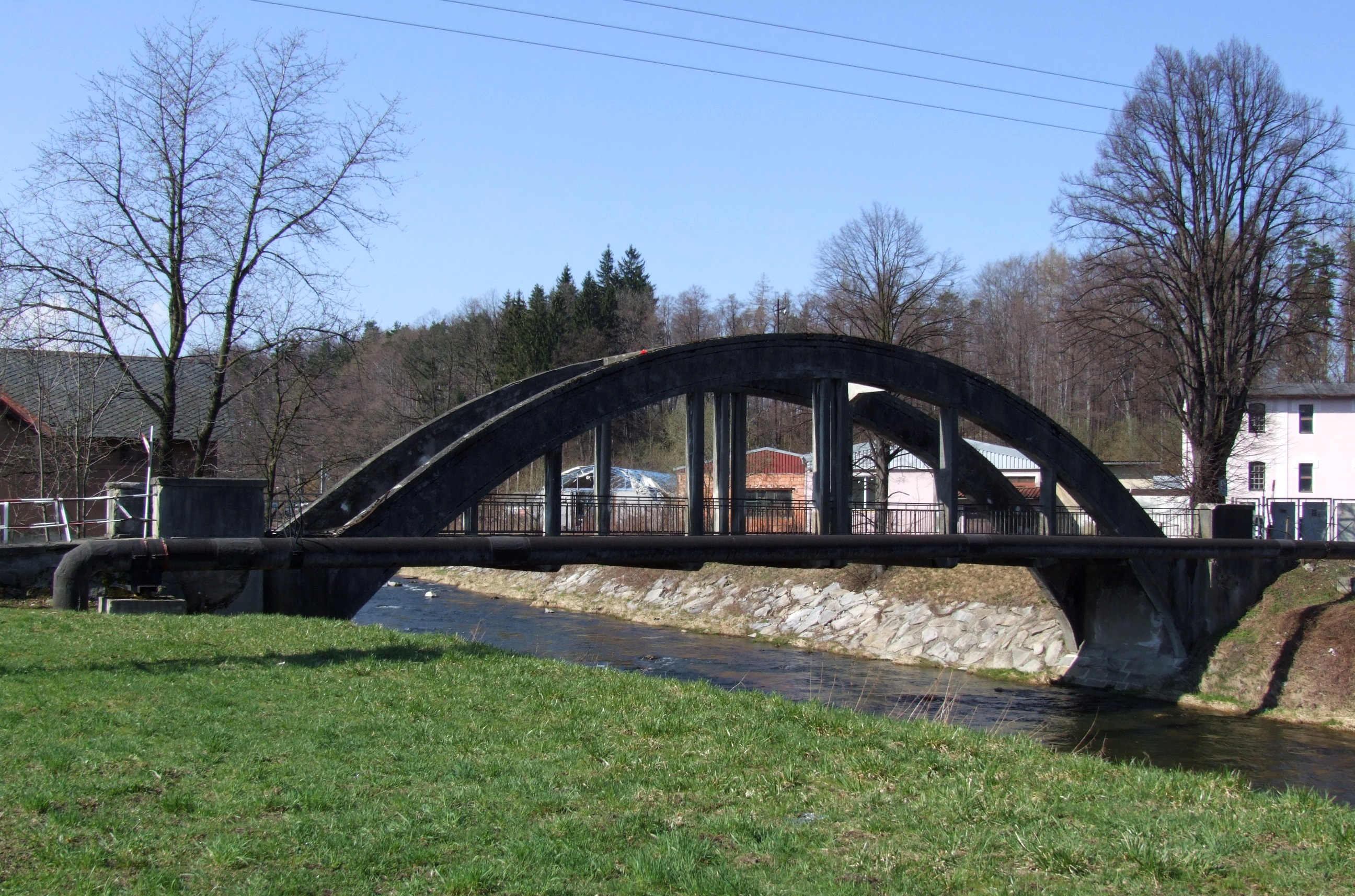
Most nad rzeką Bělá